# Ypenburg

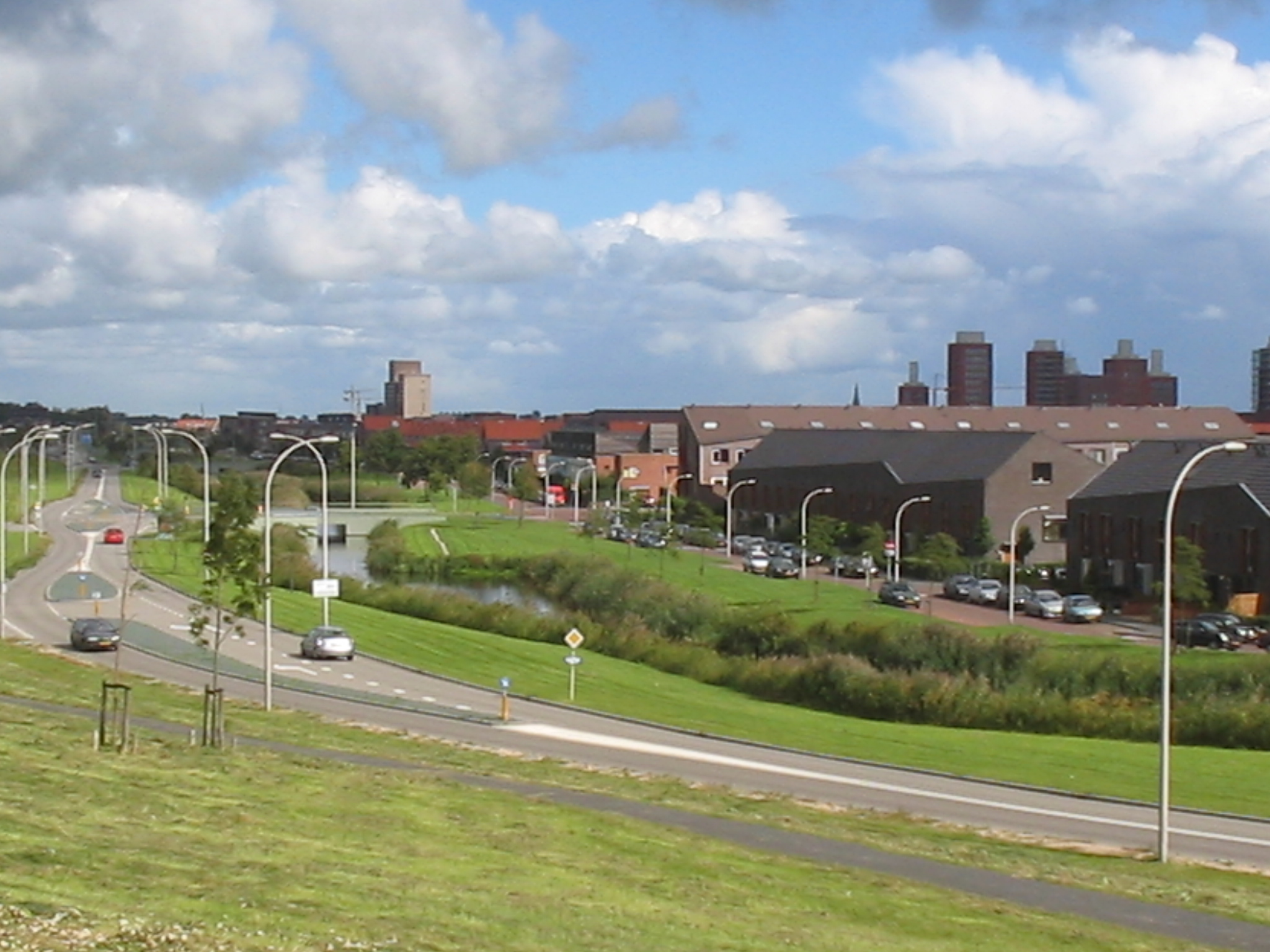
Ypenburg, ein VINEX-Wohngebiet

Ypenburg ist ein Stadtteil (niederländisch wijk) von Den Haag in den Niederlanden, der zu dem Bezirk (niederländisch stadsdeel) Leidschenveen-Ypenburg gehört. Ypenburg besteht überwiegend aus einem ab 1997 entstandenen ausgedehnten Wohngebiet sowie einem etwas älteren Gewerbegebiet (genannt Forepark).
Die Siedlung entstand auf dem Gelände des früheren Flugplatzes, der 1936 in Betrieb genommen wurde und im Zweiten Weltkrieg aufgrund seiner direkten Nähe zum Regierungszentrum Den Haag eine wichtige Rolle spielte, als am 10. Mai 1940 im Rahmen der deutschen Westoffensive Verbände der deutschen Heeresgruppe B die neutralen Niederlande angriffen. Ziel des Angriffs waren die Festung Holland und die Einnahme des Regierungszentrums in Den Haag. Mit einem Großeinsatz von Fallschirm- und Luftlandetruppen eroberten die Deutschen das Gelände, gleichzeitig griff die deutsche 18. Armee mit Bodentruppen an.
Nach dem Krieg wurde der Flugplatz zunächst für den nationalen zivilen Flugverkehr genutzt, aber nie modernisiert oder zu einem internationalen Flughafen ausgebaut, sondern er entwickelte sich langsam zu einem relativ unbedeutenden Platz, der am 20. September 1992 geschlossen wurde. Ab 1997 wurde auf dem Gebiet eine so genannte VINEX-Trabantenstadt errichtet, auf der nach knapp zehn Jahren bereits rund 30.000 Personen wohnten. Die Anlage enthält gemäß der VINEX-Philosophie und um eine tragfähige Sozialstruktur zu schaffen, Wohnungen und Häuser aller Größen und Preisklassen, einen gewissen Anteil von Sozialwohnungen wie auch Häusern der Luxusklasse, alles in Form von Eigentum oder zur Miete. Parallel mit der Erstellung der Wohnhäuser wurde für entsprechende Infrastruktur gesorgt. So ist das Gebiet von zwei Straßenbahnlinien angesteuert und verfügt über Autobahnanschlüsse. Es entstanden Kindergärten, Schulen, mehrere kleine Einkaufszentren und Sportanlagen.
2002 kam Ypenburg aufgrund einer von der Provinz Südholland vorgenommenen Gemeindereform zu Den Haag und bildet seither zusammen mit Leidschenveen den Den Haager Bezirk Leidschenveen-Ypenburg. Die fraglichen Gebiete hatten zuvor zu den Gemeinden Rijswijk und Pijnacker-Nootdorp gehört.